# Новокорсунская
Новокорсунская — станица в Тимашёвском районе Краснодарского края. Административный центр Новокорсунского сельского поселения.

## Варианты названия
- Ново-Карсунская,
- Ново-Корсунская[2].

## География
Станица расположена на реке Бейсужёк Левый, в степной зоне, в 19 км к востоку от районного центра — города Тимашёвска на дороге Тимашевск-Кореновск.

## История
Куренное селение (позже станица) Новокорсунское было основано в 1809 году. Станица входила в екатеринодарский отдел
По сведениям 1882 года в станице Новокорсунская проживало 2045 человек (1056 мужского пола и 989 — женского), насчитывалось 275 дворовых хозяйств. Народность жителей — малороссы.

## Население
| 2002 | 2010  | 2021  |
| ---- | ----- | ----- |
| 5067 | ↘4945 | ↗5012 |

## Известные уроженцы
- Губа Василий Александрович (1915—1990) — Герой Советского Союза.
- Ситник Григорий Степанович (1916—1988) — Герой Советского Союза.
- Крутоголов, Фёдор Фёдорович (1892 — 1976) - Командующий 3-м отдельным кавалерийским дивизионом 33-й Кубанской дивизии 9-й Кубанской армии, адъютант командующего Красной армии Северного Кавказа, мемуарист.